# Скворцов, Александр Иванович
Александр Иванович Скворцов (1848—1914) — экономист, близкий к легальному марксизму.
Окончил курс в Петровской земледельческой академии. Литературную деятельность начал статьёй: «Новые продукты земельного устройства крестьян», напечатанной в «Отечественных записках» за 1879 год № 11. В этой статье Скворцов оспаривал возможность существования земских земельных банков для крестьян и доказывал необходимость взять это дело в руки государства. В 1891 году после защиты магистерской диссертации «Влияние парового транспорта на сельское хозяйство» назначен профессором Новоалександрийского института сельского хозяйства. В 1905—1907 директор Новоалександрийского института.
Придерживался трудовой теории стоимости, но не был социалистом. По политическим взглядам был конституционалистом, националистом и монархистом. Был старостой православной церкви при Новоалександрийском сельскохозяйственном институте. Читал на нескольких европейских языках, свободно писал по-немецки.
Магистерская диссертация Скворцова оказала большое влияние на формирование взглядов П. Б. Струве в начале 90-х годов 19 века:

О себе я могу сказать, что «Капитал» Маркса имел на меня не больше влияния, чем огромная, полу-агрономическая диссертация Скворцова под названием «Влияние парового транспорта на сельское хозяйство»…То течение в русском марксизме, которое наиболее полно было представлено в моей книге и наиболее ярко в книге Скворцова, подверглось нападкам с двух сторон: со стороны ортодоксального марксизма, глашатаем которого выступил мой современник В. И. Ульянов-Ленин, и со стороны народнического марксизма.— Струве П. Б. Мои встречи и столкновения с Лениным
Струве вступил в научную переписку со Скворцовым, пропагандировал его диссертацию среди своих товарищей, убедил А. Н. Потресова, у которого были крупные личные средства, издать книгу Скворцова «Экономические причины голодовок в России и меры к их устранению», ставшую по оценке Струве, наиболее значительным предвосхищением аграрной реформы Столыпина.

## Основные труды
- Прибыль и рента. // Юридический вестник, 1890, № 1, 3 и 4.
- Влияние парового транспорта на сельское хозяйство. — Варшава, 1890. — 720 с.
- Экономические этюды. Т. 1. Экономические причины голодовок в России и меры к их устранению. — СПб., 1894. — 186 с.
- Основания политической экономии. — СПб., 1898. — 444 с.
- Экономические основы земледелия. — СПб., 1900. — 178 с.
- Аграрный вопрос и Государственная дума. — СПб., 1906. — 143 с.
- Хозяйственные районы Европейской России. Вып. 1, 2 — СПб., 1914.